# Caelan Doris

a Compétitions nationales et continentales officielles uniquement.

b Matchs officiels uniquement.
Dernière mise à jour le 19 décembre 2023.
Caelan Doris, né le 2 avril 1998 à Ballina dans le comté de Mayo (Irlande), est un joueur international irlandais de rugby à XV, jouant au poste troisième ligne centre au Leinster depuis 2018.

## Biographie

### Jeunesse et formation
Élève au Blackrock College de Dublin, Caelan Doris y fréquente son équipe de rugby. Avec ses coéquipiers Hugo Keenan et Joey Carbury, il remporte en 2014 le Leinster Schools Rugby Senior Cup, compétition prestigieuse qui regroupe les principaux lycées de la province du Leinster.
Il continue ses études en parallèle de sa carrière de rugbymen professionnel. Il obtient une licence de psychologie à l'University College Dublin, puis étudie désormais au King's College de Londres en master de neurosciences appliquées.

### Carrière en club
Dès la fin de ses études en 2016, il intègre l'académie du Leinster, puis est incorporé officiellement à l'équipe première deux ans plus tard. Il avait auparavant fait ses débuts professionnels avec la province irlandaise lors d'une rencontre de Pro14 le 28 avril 2018, face au Connacht.
Titulaire, il s'incline en finale de la Coupe d'Europe 2019 face aux Saracens.
Il est titulaire en finale de la Coupe d'Europe en 2022 face au Stade Rochelais. Doris est titulaire mais son équipe s'incline 21-24. Encore une fois en 2022-2023, son équipe est dans un premier temps éliminée en demi-finale du United Rugby Championship par le Munster qui remportera la compétition. Toutefois, la province se qualifie en finale de la Champions Cup où elle affronte le Stade rochelais pour la seconde année consécutive. Pour cette rencontre, Doris est titulaire en troisième ligne accompagné par Josh van der Flier et Jack Conan, mais les Rochelais l'emportent une fois de plus, sur le score de 27 à 26. Il perd ainsi sa deuxième finale dans la compétition en deux ans,. Il est nommé pour le prix du joueur EPCR de l'année 2023, finalement remporté par Grégory Alldritt. Il est aussi nommé pour l'Oscar Europe aux Oscars du Midi olympique, récompensant le meilleur d'Europe de la saison,.
En fin d'année 2023, il est récompensé lors des Prix World Rugby lorsqu'il est sélectionné dans le XV masculin de l'année. De plus, à cette période, il signe une prolongation de contrat le liant jusqu'en 2027 avec le Leinster ainsi qu'avec la Fédération irlandaise.
Durant la saison 2024-2025, son équipe remporte la finale du United Rugby Championship en battant les Sud-Africains des Bulls sur le score de 32 à 7. Il s'agit du premier titre gagné par le Leinster depuis 2021, après de nombreuses finales perdues.

### Carrière en équipe nationale
Caelan Doris compte 14 sélections avec les moins de 20 ans irlandais entre 2017 et 2018, notamment en étant le capitaine de l'équipe lors du championnat du monde junior 2018. Malgré un tournoi médiocre de l'Irlande, il est l'un des meilleurs joueurs du tournoi.
Caelan Doris est convoqué pour la première fois avec l'équipe d'Irlande pour disputer le Tournoi des Six Nations en 2020. Il est le seul néophyte de la première composition d'équipe du nouveau sélectionneur Andy Farrell, qui décale CJ Stander en numéro 6 pour pouvoir l'aligner en numéro 8. Il débute la première rencontre contre l'Écosse le 1er février, mais ne reste sur le terrain que quatre minutes en raison d'une commotion, causée par un plaquage sur l'Écossais Adam Hastings. Il est remplacé par Peter O'Mahony, et doit déclarer forfait pour le match suivant.
Il revient en équipe nationale pour la tournée d'été 2021 aux Etats-Unis et au Japon. Pleinement remis sur pied pour la tournée d'automne à domicile, il joue chaque minute et est l'homme du match lors de la victoire 29-20 de l'Irlande contre la Nouvelle-Zélande. Il profite aussi de cette tournée pour marquer ses premiers essais internationaux lors des matchs contre la Nouvelle-Zélande et l'Argentine. Il est finalement élu meilleur joueur de la tournées d'automne par les supporters de rugby.
Caelan Doris est convoqué par Andy Farrell pour disputer le Tournoi des Six Nations 2023. Il joue les cinq matchs du tournoi en tant que titulaire et l'Irlande remporte la compétition en réalisant le Grand Chelem. Il réalise un bon tournoi lui permettant d'être retenu dans l'équipe type de la compétition,. Il fait également partie des six joueurs en lice pour le trophée de meilleur joueur de cette édition du tournoi, en compagnie de ses coéquipiers Mack Hansen et Hugo Keenan, ainsi que des trois Français Antoine Dupont, Damian Penaud et Thomas Ramos. C'est finalement Antoine Dupont qui est élu.
Fin mai 2023, il est présélectionné dans un groupe de 42 joueurs pour préparer la Coupe du monde 2023 avec son pays,.
En janvier 2024, il est sélectionné pour le Tournoi des Six Nations.

### Commotions cérébrales
Caelan Doris subit plusieurs commotions cérébrales en l'espace de deux ans, la première contre Trévise fin 2019, puis la deuxième pour son premier match avec l'équipe nationale débuts en février 2020. Il est de nouveau victime d'un choc à la tête à l'entrainement lors de la préparation du Tournoi des Six Nations 2021.
Alors qu'il est devenu un joueur important en club et en équipe nationale, et qu'il fait partie des joueurs qui pourrait participer à la Tournée des Lions en Afrique du Sud, il remarque des symptômes inquiétants de commotion cérébrale et décide se mettre en retrait du rugby pour effectuer des examens médicaux.
En raison de ces symptômes , il manque le Tournoi 2021 et ne reprend le rugby que 5 mois plus tard, une fois que ses difficultés de concentration, d'élocution et de mémorisation à court terme se soient atténués.
La décision de Doris et sa gestion des commotions est louée par les observateurs. L'ancien international irlandais Tommy Bowe déclare à ce sujet « Lors des années passées, une commotion cérébrale aurait été le genre de chose dont vous n'e parlez pas au médecin et continuez simplement à jouer. Il a été très transparent et c'est génial pour les jeunes joueurs de rugby et les sportifs en général. La commotion cérébrale est quelque chose que nous devons tous prendre en compte maintenant. Alors, quand nous voyons quelqu'un comme Doris – qui est au sommet de sa carrière – se retirer et prendre cette décision plutôt que d'attendre qu'un médecin l'arrête est vraiment important. ».
Il porte depuis cette période un casque de protection, dispositif non-obligatoire mais qui permettrait de réduire l'intensité des chocs sur le crâne.
Lors de son premier match de la saison 2022-2023, il est victime d'une nouvelle commotion face à Trévise et quitte le terrain après 4 minutes de jeu. S'il ne ressent pas de symptômes cette fois, il préfère patienter plusieurs semaines et réaliser des exercices de rééducation vestibulaire avant de retrouver les terrains.

## Statistiques

### En club
| Saison         | Club           | Compétition               | Matchs | Points | Essais |
| -------------- | -------------- | ------------------------- | ------ | ------ | ------ |
| 2017-2018      | Leinster       | Pro14                     | 1      | -      | -      |
| 2018-2019      | Leinster       | Pro14                     | 14     | 5      | 1      |
| 2018-2019      | Leinster       | Coupe d'Europe            | 1      | -      | -      |
| 2019-2020      | Leinster       | Pro14                     | 11     | 10     | 2      |
| 2019-2020      | Leinster       | Coupe d'Europe            | 6      | 10     | 2      |
| 2020-2021      | Leinster       | Pro14 Rainbow Cup         | 3      | -      | -      |
| 2020-2021      | Leinster       | Pro14                     | 3      | -      | -      |
| 2020-2021      | Leinster       | Coupe d'Europe            | 1      | -      | -      |
| 2021-2022      | Leinster       | United Rugby Championship | 7      | 15     | 3      |
| 2021-2022      | Leinster       | Coupe d'Europe            | 8      | -      | -      |
| 2022-2023      | Leinster       | United Rugby Championship | 6      | 5      | 1      |
| 2022-2023      | Leinster       | Champions Cup             | 7      | 10     | 2      |
| 2023-2024      | Leinster       | United Rugby Championship | 2      | -      | -      |
| 2023-2024      | Leinster       | Champions Cup             | 2      | -      | -      |
| Total Leinster | Total Leinster | Total Leinster            | 72     | 55     | 11     |

### En équipe nationale
Caelan Doris compte 51 sélections dont 49 en tant que titulaire, depuis sa première sélection le 1er février 2020 face à l'Écosse. Il a inscrit 45 points en 9 essais.
Il participe à trois éditions du Tournoi des Six Nations en 2020, 2022 et 2023.
De plus, il participe à une édition de la Coupe du monde en 2023.

## Palmarès

### En club
- Leinster
  - Vainqueur du Pro14/United Rugby Championship en 2018, 2019, 2020, 2021 et 2025.
  - Finaliste de la Coupe d'Europe/Champions Cup en 2019, 2022, 2023 et 2024.

### En sélection nationale
- Irlande
  - Vainqueur du Tournoi des Six Nations en 2023 (Grand Chelem) et 2024.
  - Vainqueur de la Triple couronne en 2022 et 2023.

### Distinctions personnelles
- Membre de l'équipe type du Tournoi des Six Nations en 2023 et 2024.
- Prix World Rugby : Membre du XV masculin de l'année en 2023 et 2024.